# امتدادات البريد المتعددة
امتدادات بريد الإنترنت متعددة الأغراض (بالإنجليزية: Multipurpose Internet Mail Extensions)‏ وهو معيار إنترنت يوسع تعريف تنسيق رسائل البريد الإلكتروني، المحدد مسبقا بواسطة بروتوكول SMTP، ليتضمن ملفات الميديا المختلفة.
يضيف MIME دعمًا لـ:
- استخدام انظمة تشفير رموز بخلاف نظام ASCII،
- دمج محتويات مختلفة من البيانات معا ،
- وترميز الرسائل غير النصية مثل الصور وملفات النصوص (أو أجزاء منها).

يتيح هذا الابتكار, مقارنة ببرتوكول SMTP, ميزات شائعة اليوم في استخدام البريد الإلكتروني، مثل مفهوم المرفقات، وإرسال ملفات غير نصية، والطول التعسفي لأسطر النص والرسالة نفسها، أو حتى التوقيع الرقمي والتشفير. الرسائل. لضمان التوافق مع بروتوكول SMTP، يتم تشفير رسائل البريد الإلكتروني بتنسيق MIME في رسالة واحدة أو أكثر بتنسيق SMTP. يتم إرسال جميع رسائل البريد الإلكتروني التي يكتبها الأشخاص والعديد من رسائل البريد الإلكتروني التي يتم إنشاؤها تلقائيًا باستخدام هاتين التقنيتين.
على الرغم من أن التنسيق وُلد للبريد الإلكتروني، إلا أنه يستخدم اليوم أيضًا في مجالات مختلفة جدًا، لا سيما في سياقات الاتصال أو التخزين التي يحتوي كائنها على ترميز غير محدد وبالتالي يجب توضيحه بواسطة البيانات الوصفية. المثال الأكثر وضوحًا هو بروتوكول بروتوكول نقل النص الفائق الأساسي لشبكة الويب العالمية، حيث يتم تشفير الرسائل بين المتصفح وخادم الويب باستخدام MIME.
يرد وصف MIME والمواصفات الرسمية في ستة مستندات RFC منشورة من قبل مؤسسة مهندسي شبكة الانترنت وهم : RFC 2045, RFC 2046,RFC 2047,RFC 4288,RFC 4289,RFC 2049